# Graphium stresemanni
Graphium stresemanni är en fjärilsart som först beskrevs av Rothschild 1916.  Graphium stresemanni ingår i släktet Graphium och familjen riddarfjärilar. IUCN kategoriserar arten globalt som sårbar. Inga underarter finns listade i Catalogue of Life.